# 商魂
商魂（しょうこん）は関西テレビ制作、フジテレビ系列にて1971年4月4日～12月26日まで毎週日曜21:30～22:15に放送されたテレビドラマ。全39回。小西酒造が一社提供していた。
後番組の「岡っ引どぶ」からは15分短縮される。その理由は、笑福亭仁鶴司会による「とにかく仁鶴」を22:00～22:15の15分間（1972年1月2日～3月26日まで）関西テレビの制作で放送することが決まったためである。
物語の内容は、明治時代末期から大正時代にかけて、川波正二を中心に、借金のかたに「漢効堂」に奉公に送られ、その困窮状況から商魂を体得して独立し、大阪商人へと成り上がっていく主人公を描いた作品。

## スタッフ
- 原作・脚本：梅林貴久生
- 演出：道広秀次郎

## キャスト
- 川波正二：栗塚旭（少年期：三木豊、第6話まで）
- 川波しず（母）：三益愛子
- 川波正太郎（兄）：小林勝彦（少年期：杉山光宏）
- 川波八重：三田登喜子
- ギン：三益愛子 - 船場旅館千成屋主人（二役）
- 海老江寛
- 沼田金作：澤村宗之助
- 安次：品川隆二
- 美代：北林早苗 - 安次の妹
- ツル江：夏珠美
- 鶴見丈二
- 泰蔵：若宮大祐
- トシ：阿井美千子 - 泰蔵の妻
- 啓三：永井秀和 - 泰蔵の息子
- 伝吉：西川きよし
- 兼：鮎川十糸子
- 丁松（丁稚）：芦屋雁平
- 遠藤てる代：雪代敬子
- 遠藤きよ：荒木雅子
- 大林哲夫：長谷川明男 - 大林本舗主人
- 細川主計中尉：城所英夫
- 岩本圭之助：夏目俊二
- 洋子：光川環世
- 田尻：山本稔 - 証券会社
- 大芝龍平：大友柳太朗 - 夜店の大親分
- 河野光輝：永井秀明 - 極東汽船
- 浜中：金子信雄 - 鉄鋼問屋
- 浜中絹江：鳳八千代
- 由美：花園とよみ
- 石上伸太郎：井上孝雄
- 柳井純三：多々良純
- 芳子：柴田美保子
- タツ：笠置シヅ子
- 玉川良一
- 大泉滉
ほか

## サブタイトル
1. 1971年4月4日 「血染めの銭」
2. 1971年4月11日 「青雲の餓鬼」
3. 1971年4月18日 「捨て身の港」
4. 1971年4月25日 「この銭をつかめ」
5. 1971年5月2日 「商道の町」
6. 1971年5月9日 「私の墓はいらない」
7. 1971年5月16日 「九年目の恋のれん」
8. 1971年5月23日 「逆転のソロバン」
9. 1971年5月30日 「売ったるで」
10. 1971年6月6日 「今に見とれ」
11. 1971年6月13日 「魔のマクリ」
12. 1971年6月20日 「海草の花」
13. 1971年6月27日 「独立の旗」
14. 1971年7月4日 「勝負これから」
15. 1971年7月11日 「明暗二筋道」
16. 1971年7月18日 「黒い波」
17. 1971年7月25日 「どん底から」
18. 1971年8月1日 「泥沼の迷路」
19. 1971年8月8日 「何処へ?」
20. 1971年8月15日 「サシガネ」
21. 1971年8月22日 「登り坂下り坂」
22. 1971年8月29日 「おんな川」
23. 1971年9月5日 「花の勝負師」
24. 1971年9月12日 「波のりこえて」
25. 1971年9月19日 「銭と毒」
26. 1971年9月26日 「ブームをつかめ」
27. 1971年10月3日 「統制時代」
28. 1971年10月10日 「重傷の店」
29. 1971年10月17日 「黒い根まわし」
30. 1971年10月24日 「狐と狸と権力と」
31. 1971年10月31日 「闇と光」
32. 1971年11月7日 「明暗浮沈」
33. 1971年11月14日 「善道悪道」
34. 1971年11月21日 「戦火」
35. 1971年11月28日 「焼土の雑草」
36. 1971年12月5日 「流れ火」
37. 1971年12月12日 「希望の海」
38. 1971年12月19日 「汚れた手」
39. 1971年12月26日 「納め雪」

| 関西テレビ制作、フジテレビ系列 日曜21:30～22:15枠 | 関西テレビ制作、フジテレビ系列 日曜21:30～22:15枠 | 関西テレビ制作、フジテレビ系列 日曜21:30～22:15枠                              |
| 前番組                                            | 番組名                                            | 次番組                                                                         |
| ------------------------------------------------- | ------------------------------------------------- | ------------------------------------------------------------------------------ |
| 江戸の紅葵                                        | 商魂                                              | 岡引きどぶ どぶ野郎 （山﨑努版） （21:30～22:00）とにかく仁鶴 （22:00～22:15） |
| 関西テレビ制作、フジテレビ系列 白雪劇場           |                                                   |                                                                                |
| 江戸の紅葵                                        | 商魂                                              | 岡っ引どぶ どぶ野郎 （山崎努版）                                               |